# Staples

Logo de Staples utilisé de 1986 à 2019. Le L est une agrafe.

Staples, Inc est une société américaine de distribution de fourniture de bureau. Sa division canadienne, opérant sous la marque Bureau en gros au Québec, est basée à Richmond Hill en Ontario depuis 1991. Staples signifie en anglais « les agrafes ».

## Histoire
En juillet 2008, Staples a réalisé une OPA sur le groupe néerlandais Corporate Express, société de fournitures de bureau, pour 1,7 milliard d'euros. Par cette acquisition, le groupe renforce encore son implantation en Europe et aux États-Unis, Corporate Express devenant la division « contrats » du groupe.
En mars 2014, Staples annonce la fermeture de 225 magasins entre 2014 et la fin 2015.
En février 2015, Staples annonce l'acquisition d'Office Depot pour 6,3 milliards de dollars, sous condition d'acceptation de l'offre par les autorités de la concurrence. En mai 2016, cette acquisition est annulée de par le blocage d'un juge fédéral, après un avis négatif de la Federal Trade Commission.
En 2017, Staples est rachetée par Sycamore Partners pour 6,9 milliards de dollars.
En janvier 2021, Staples annonce une offre d'acquisition sur Office Depot, de 2,1 milliards de dollars, près de 5 ans après avoir déjà fait une même offre pour 6,3 milliards de dollars et après avoir également voulu fusionner avec Officie Depot en 1996

## Activité
Le siège social est situé à Boston. En 2011, ses ventes représentaient 27 milliards de dollars et emploie 74 000 personnes dans plus d'une vingtaine pays.
Staples commercialise ses produits auprès des particuliers et des entreprises — des bureaux à domicile jusqu’aux compagnies du Fortune 500 — en offrant une gamme diversifiée de produits de bureau, dont des fournitures, des produits technologiques, des meubles et des services commerciaux.
Elle exploite environ 2 000 grands magasins pour le bureau et sert ses clients par catalogue de commandes postales, commerce en ligne et contrats d’affaires.
Staples a acquis les droits d'appellation pour $100 millions de dollars du centre multi-sport, Staples Center, à Los Angeles qui accueille de grandes équipes sportives. Son contrat est annoncé comme arrivant à échéance fin 2021, amenant à un nouveau naming de la salle.

## Europe
En Europe, Staples est présent à travers trois canaux de distribution :
- Staples Europe Online (vente à distance)
- Staples Europe Retail (magasins)
- Staples Advantage représentant la partie BtoB

Les filiales de Staples Europe Online sont :
- Staples UK
- Staples Germany
- Office Centre
- Neat-Ideas
- Staples France
- Corporate Express France
- Quill Autriche, Hongrie, République tchèque

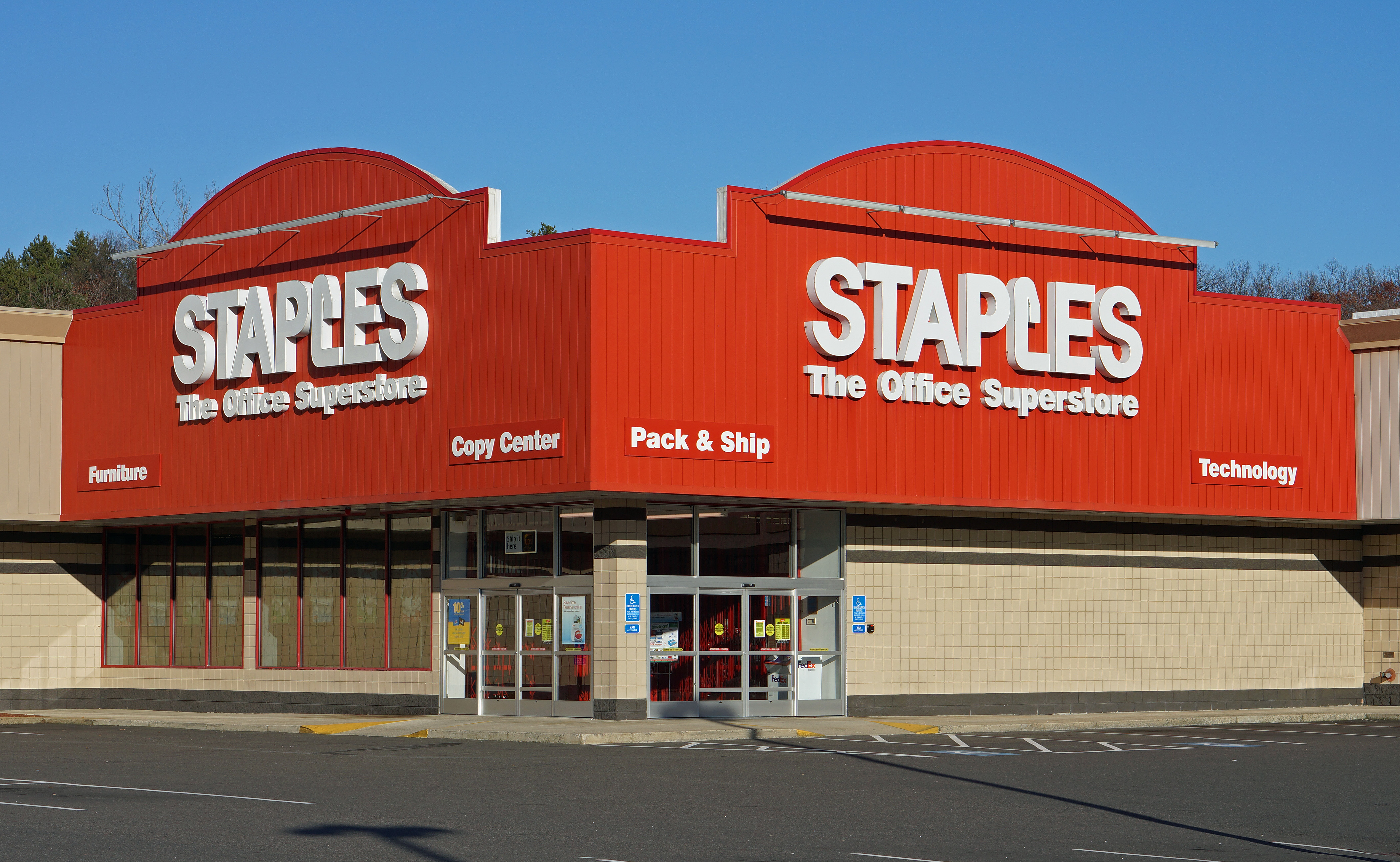
Staples à Saugus, Massachusetts.

En février 2017, Staples Inc. se sépare de la branche européenne de la marque Staples et la vend à un fonds d'investissement américain : Cerberus Capital Management. Staples Europe devient alors Staples Solutions, nom décliné pour toutes les enseignes du vieux continent, à l'exception de jpg.fr et bernard.fr (seule enseigne sont le cœur de métier n'est pas la fourniture de bureau) pour la France et la Belgique. Toutes les plateformes de commerce en ligne sont basées sur la même architecture web, bien que désormais entièrement séparées du modèle américain originel issu du site quill.com. Depuis novembre 2017, le PDG de Staples Solutions est Dolph Westerbos.
En 2019, Raja rachète au groupe Cerberus les activités suivantes de Staples Solutions : JPG France, Bernard France, Mondoffice et Kalamazoo.

## Staples (Canada)

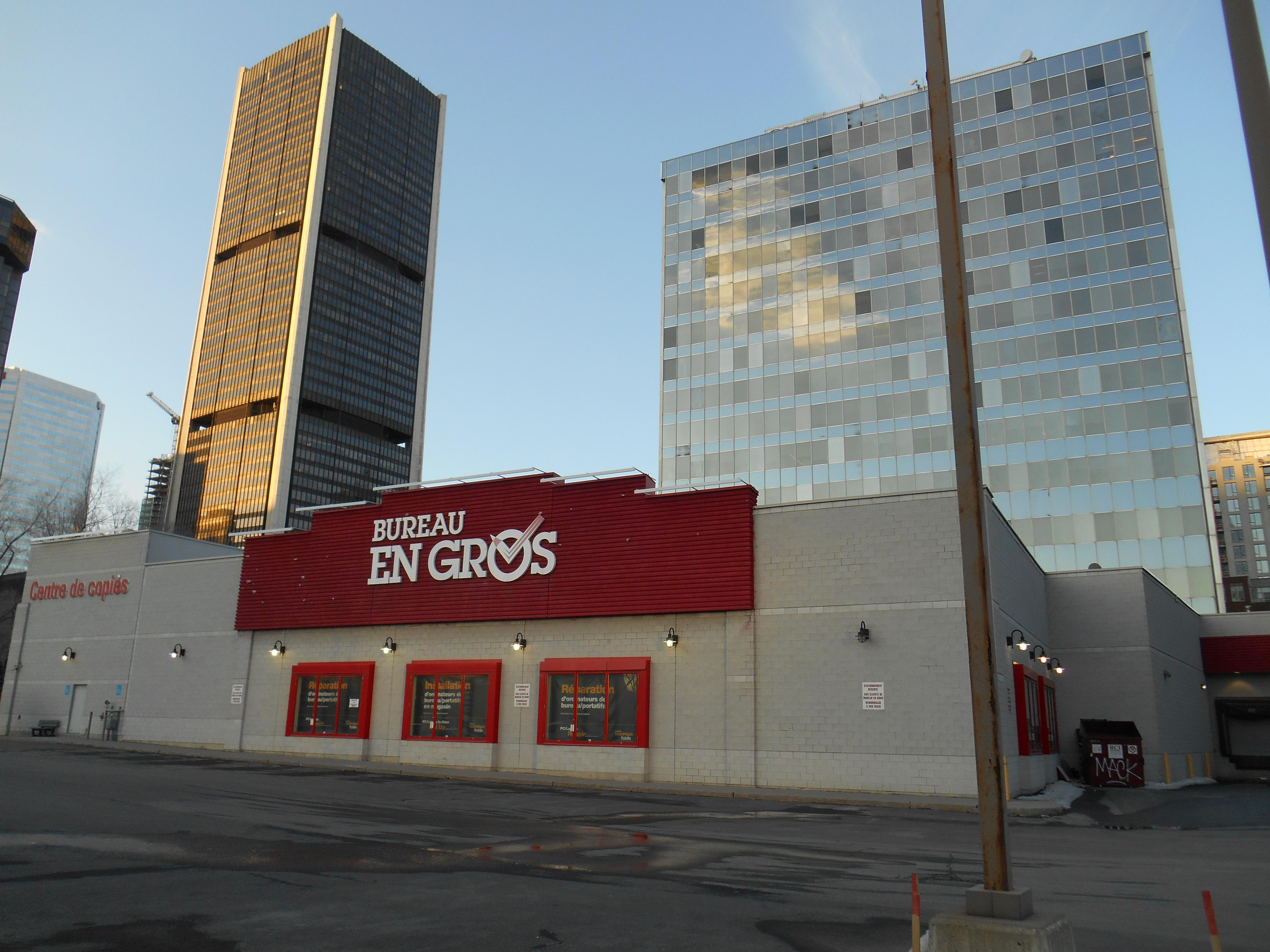
770, rue Notre-Dame Ouest, Montréal

The Business Depot a été fondé en 1991, au Canada, par Jack Bingleman. Le nom de Bureau en Gros est spécifique au Québec. Staples était déjà un investisseur dans la compagnie fondée par Jack Bingleman. C'est en 1994, que Staples augmente ses parts de 58 % pour posséder l'entreprise au complet en détenant 100 % des parts. Le nom deviendra alors Staples Business Depot/Bureau en Gros.